# K W Gullers stipendium

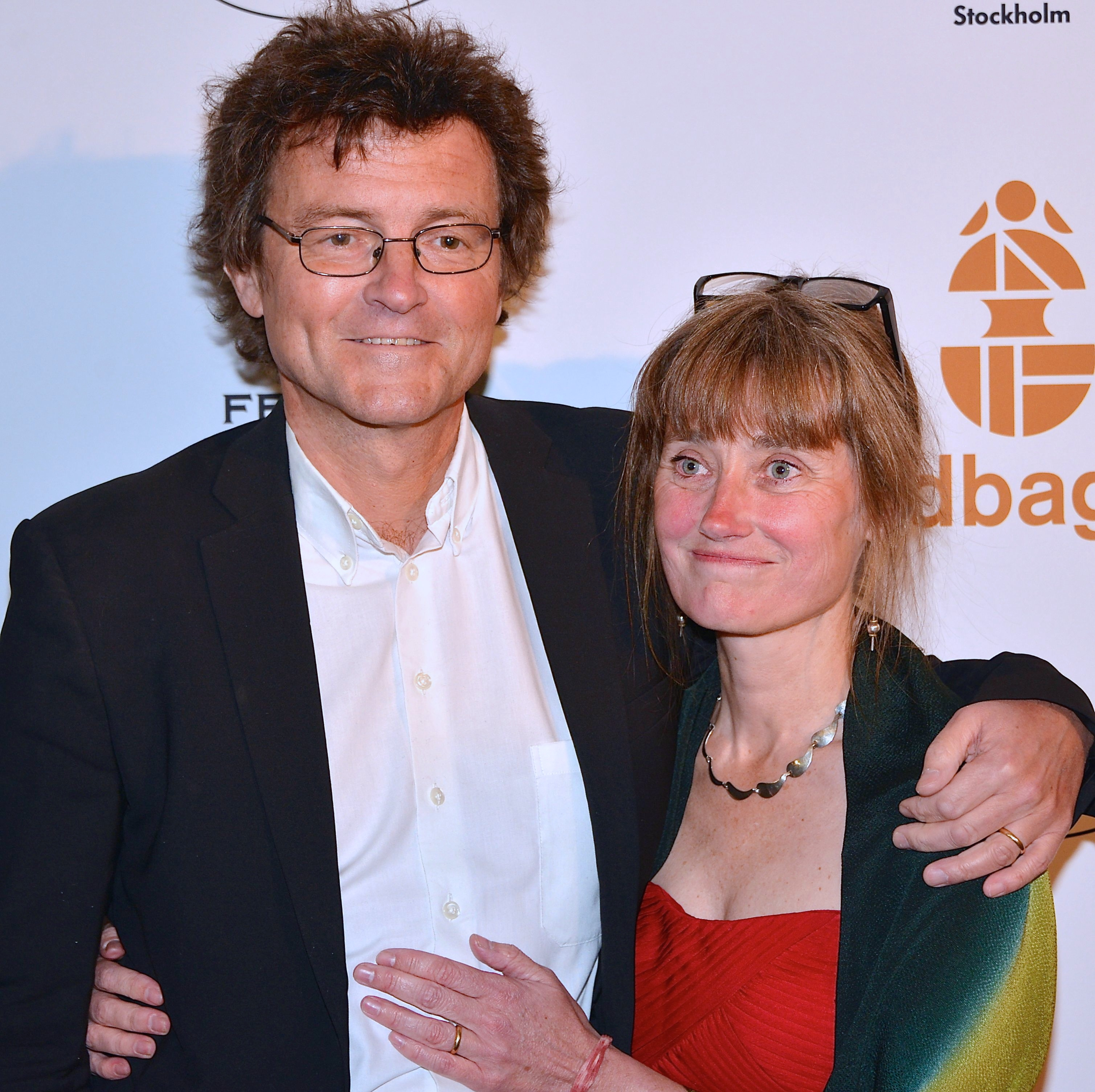
Lars Tunbjörk och Maud Nycander, pristagare 1989 respektive 1993.

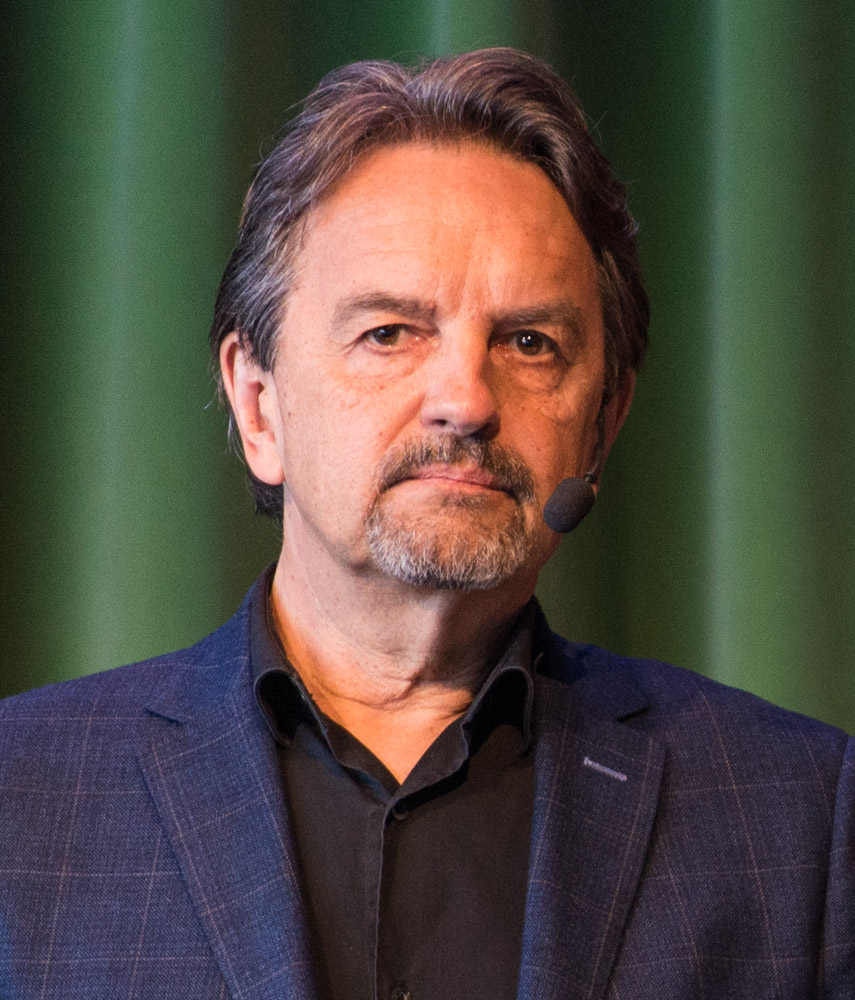
Donald Boström, pristagare 2007.

K W Gullers stipendium för förtjänstfulla insatser på det dokumentära fotografiets område delas årligen ut till en ung fotograf. Stipendiet har delats ut sedan 1977 och delas sedan 1991 ut av K W Gullers minnesfond, som förvaltas av Nordiska museet 1991. Stipendiet är på 10 000 kronor. Sedan 2018 är stipendiesumman 30 000 kronor.

## Stipendiater
- 1977 Tomas Bergman
- 1978 Håkan Pieniowski
- 1979 Stina Brockman
- 1980 Bo Gyllander
- 1981 Claes Gabrielsson
- 1982 Tuija Lindström
- 1983 Erik Wipp
- 1984 Mats Holmstrand
- 1985 Gabor Palotai
- 1986 Lars Forsstedt
- 1987 Jefferik Stocklassa
- 1988 Sven Westerlund
- 1989 Lars Tunbjörk
- 1990 inget stipendium utdelat
- 1991 Sven Johansson
- 1992 Tore Hagman och Curt Larsson
- 1993 Maud Nycander
- 1994 Kerstin Bernhard
- 1995 Björn Abelin
- 1996 Bertil Quirin
- 1997 Eva Tedesjö
- 1998  Micke Berg
- 1999  Jens S. Jensen
- 2000 Lennart Engström
- 2001 John S. Webb
- 2002 Ann Eriksson
- 2003 Catharina Gotby
- 2004 Anders Kristensson
- 2005 Gerry Johansson
- 2006 Nina Korhonen
- 2007 Donald Boström
- 2008 Jan Henrik Engström
- 2009 Maria Söderberg
- 2010 Åsa Franck
- 2011 Robert Blombäck
- 2012 Sanna Sjöswärd
- 2013 Erik Holmstedt
- 2014 Linda Forsell
- 2015 Lina Haskel
- 2016 Anna Tärnhuvud
- 2017 ?
- 2018 Thomas H Johnsson